# Meine Seel erhebt den Herren
Meine Seel erhebt den herren (BWV 10) is een koraalcantate van Johann Sebastian Bach. De tekst is gebaseerd op een lied van Maarten Luther. Bach componeerde het in 1724 in Leipzig voor het feest van  Maria Visitatie, dat op 2 juli wordt gevierd. Het is de vijfde cantate in zijn tweede jaarcyclus van cantates waarin hij koorcantates schreef; het is niet gebaseerd op een koraal maar op het gregoriaanse Magnificat.